# NGTS-4
NGTS-4 è una nana arancione distante circa 922 anni luce dal sistema solare, visibile nella costellazione della Colomba.
Attorno ad essa, orbita un pianeta nettuniano caldo scoperto nel 2018.

## Osservazione
Si tratta di una stella situata nell'emisfero celeste australe. La sua posizione moderatamente australe fa sì che questa stella sia osservabile specialmente dall'emisfero sud, in cui si mostra alta nel cielo nella fascia temperata; dall'emisfero boreale la sua osservazione risulta invece più penalizzata, specialmente al di fuori della sua fascia tropicale, e risulta invisibile più a nord della latitudine 60° N.
Essendo di magnitudine 13,12, la stella non è visibile ad occhio nudo ed è necessario l'utilizzo di un telescopio per osservarla.

## Caratteristiche
NGTS-4 è una nana arancione, con una stima della massa pari al 75% di quella solare e un diametro pari all'84% di quello solare. È inoltre nettamente meno luminosa del Sole, con una luminosità pari al 44 % di quella solare.
Con una metallicità [Fe/H] di −0,28, la stella presenta un'abbondanza del ferro rispetto all'idrogeno pari al 75% di quella solare.
Il sistema si sta allontanando dal nostro sistema solare, avendo una velocità radiale positiva.

## Sistema planetario
Attorno a NGTS-4 orbita un pianeta nettuniano caldo, denominato NGTS-4 b, scoperto nel 2018 con il metodo dei transiti, nell'ambito del programma di ricerca di pianeti extrasolari Next-Generation Transit Survey, da cui la denominazione del pianeta e della stella, condotto presso l'osservatorio del Paranal.
NGTS-4 b possiede una massa di 0,0648±0,009 MJ, pari a 20,59±2,86 M⊕, e un raggio di 3,18±0,26 r⊕. Completa un'orbita circolare in un giorno e 8 ore, ad una distanza dalla stella di 0,019 UA.
Il pianeta è di particolare rilievo, nell'ambito dello studio dei pianeti extrasolari, perché presenta una combinazione di caratteristiche relativamente alla massa e all'orbita che sono risultate piuttosto rare tra gli esopianeti. Si viene a collocare infatti nel cosiddetto "deserto nettuniano".

### Prospetto del sistema
Segue un prospetto dei componenti del sistema planetario di NGTS-4, in ordine di distanza dalla stella.
| Pianeta | Tipo             | Massa         | Raggio         | Periodo orb. | Sem. maggiore  | Eccentricità | Incl. orbita | Scoperta |
| ------- | ---------------- | ------------- | -------------- | ------------ | -------------- | ------------ | ------------ | -------- |
| b       | nettuniano caldo | 20,59±2,86 M⊕ | 3,177±0,259 r⊕ | 1,337 giorni | 0,019±0,005 UA | 0            | 82,5°±5,8°   | 2018     |